# U-17-Fußball-Europameisterschaft der Frauen 2012
Die fünfte U-17-Fußball-Europameisterschaft der Frauen wurde in der Zeit vom 26. bis 29. Juni 2012 in Nyon (Schweiz) ausgetragen. Spielort war das Centre sportif de Colovray. Spielberechtigt waren Spielerinnen, die am 1. Januar 1995 oder später geboren wurden.

## Qualifikation
Die Europameisterschaft wurde in drei Stufen ausgerichtet. In zwei Qualifikationsrunden wurden die vier Teilnehmer an der Endrunde ermittelt.
In der ersten Qualifikationsrunde spielten die 42 gemeldeten Mannschaften in zehn Gruppen zu je vier Mannschaften die Teilnehmer an der zweiten Qualifikationsrunde aus. Die zwei Nationen mit dem höchsten UEFA-Koeffizienten (Deutschland und Niederlande) hatten jedoch ein Freilos für die zweite Qualifikationsrunde. Innerhalb jeder Gruppe spielte jede Mannschaft einmal gegen jede andere in Form von Miniturnieren, die an unterschiedlichen Terminen zwischen dem 19. September und dem 22. Oktober 2011 ausgetragen wurden. Eine der vier teilnehmenden Mannschaften der jeweiligen Gruppe fungierte als Gastgeber dieses Miniturniers. Ein Sieg wurde mit drei Punkten, ein Unentschieden mit einem Punkt belohnt.
Die Gruppensieger und die vier besten Gruppenzweiten qualifizierten sich für die zweite Qualifikationsrunde. Bei der Ermittlung der besten Gruppenzweiten wurden nur die Spiele gegen die Gruppensieger und Gruppendritten berücksichtigt. Die 16 verbliebenen Mannschaften wurden erneut per Los auf vier Gruppen zu je vier Mannschaften aufgeteilt. Der Modus war mit dem der ersten Qualifikationsrunde identisch. Die Spiele fanden in der Zeit vom 19. März bis 1. Mai 2012 in Norwegen, Spanien, Belgien und Dänemark statt. Die Gruppensieger der vier Miniturniere qualifizierten sich für die Endrunde. Dabei konnte sich Deutschland gegen Titelverteidiger Spanien durchsetzen.

## Modus
Die vier Mannschaften ermittelten im K.-o.-System den Europameister. Die Sieger der Halbfinale erreichten das Endspiel und spielten den Europameister aus. Die Verlierer spielten um den dritten Platz. Ein Spiel dauerte regulär zweimal 40 Minuten. Stand es nach Ende der regulären Spielzeit unentschieden so fiel die Entscheidung direkt im Elfmeterschießen ohne vorige Verlängerung.
Die beiden Finalisten sind für die U-17-WM der Frauen in Aserbaidschan 2012 qualifiziert.

## Finalrunde

### Halbfinale
|                            |   |             |           |
| 26. Juni 2012 um 11:00 Uhr |   |             |           |
| Schweiz                    | – | Frankreich  | 1:5 (1:3) |
| 26. Juni 2012 um 15:00 Uhr |   |             |           |
| Dänemark                   | – | Deutschland | 0:2 (0:0) |

### Spiel um Platz 3
|                            |   |          |                |
| 29. Juni 2012 um 11:00 Uhr |   |          |                |
| Schweiz                    | – | Dänemark | 0:0, 4:5 i. E. |

### Finale
|                            |   |             |                      |
| 29. Juni 2012 um 14:30 Uhr |   |             |                      |
| Frankreich                 | – | Deutschland | 1:1 (0:0), 3:4 i. E. |

## Schiedsrichterinnen
- Amy Rayner
- Marte Sørø

## Die deutsche Mannschaft
Bundestrainerin Anouschka Bernhard nominierte für die Endrunde folgenden Kader:
| Nr.        | Name            | Geburtstag | Verein                 | Spiele | Tore | Rote Karte | Gelb-Rote Karte | Gelbe Karte |
| Tor        | Tor             | Tor        | Tor                    | Tor    | Tor  | Tor        | Tor             | Tor         |
| ---------- | --------------- | ---------- | ---------------------- | ------ | ---- | ---------- | --------------- | ----------- |
| 1          | Merle Frohms    | 28.01.1995 | VfL Wolfsburg          | 2      | 0    | 0          | 0               | 0           |
| 12         | Teresa Straub   | 10.08.1995 | SC Freiburg            | 0      | 0    | 0          | 0               | 0           |
| Abwehr     |                 |            |                        |        |      |            |                 |             |
| 3          | Sharon Beck     | 22.03.1995 | SG Essen-Schönebeck    | 1      | 0    | 0          | 0               | 0           |
| 13         | Franziska Jaser | 20.01.1996 | TSG Thannhausen        | 2      | 0    | 0          | 0               | 0           |
| 4          | Laura Leluschko | 30.10.1995 | Bayer 04 Leverkusen    | 0      | 0    | 0          | 0               | 0           |
| 5          | Lena Lückel     | 09.08.1995 | FSV Gütersloh 2009     | 2      | 0    | 0          | 0               | 1           |
| 14         | Wibke Meister   | 12.03.1995 | 1. FFC Turbine Potsdam | 2      | 0    | 0          | 0               | 0           |
| 2          | Sarah Schulte   | 08.06.1995 | SV Meppen              | 0      | 0    | 0          | 0               | 0           |
| 17         | Johanna Tietge  | 16.04.1996 | VfL Wolfsburg          | 2      | 0    | 0          | 0               | 1           |
| Mittelfeld |                 |            |                        |        |      |            |                 |             |
| 7          | Vivien Beil     | 12.12.1995 | FF USV Jena            | 2      | 0    | 0          | 0               | 0           |
| 15         | Pauline Bremer  | 10.04.1996 | SVG Göttingen 07       | 2      | 2    | 0          | 0               | 0           |
| 10         | Sara Däbritz    | 15.02.1995 | SC Freiburg            | 2      | 1    | 0          | 0               | 0           |
| 16         | Janina Meißner  | 22.02.1995 | TSG 1899 Hoffenheim    | 2      | 0    | 0          | 0               | 0           |
| 8          | Theresa Panfil  | 13.11.1995 | 1. FFC Frankfurt       | 2      | 0    | 0          | 0               | 0           |
| 6          | Daria Streng    | 22.05.1995 | FCR 2001 Duisburg      | 2      | 0    | 0          | 0               | 2           |
| 11         | Manjou Wilde    | 19.04.1995 | Werder Bremen          | 1      | 0    | 0          | 0               | 0           |
| Angriff    |                 |            |                        |        |      |            |                 |             |
| 18         | Venus El-Kassem | 04.01.1995 | 1. FFC Turbine Potsdam | 2      | 0    | 0          | 0               | 0           |
| 9          | Jana Spengler   | 30.01.1995 | VfL Sindelfingen       | 1      | 0    | 0          | 0               | 0           |

## Torschützinnen
| Rang | Spielerin         | Tore |
| ---- | ----------------- | ---- |
| 1    | Pauline Bremer    | 2    |
|      | Kadidiatou Diani  | 2    |
| 3    | Laura Blanchard   | 1    |
|      | Pauline Cousin    | 1    |
|      | Sara Däbritz      | 1    |
|      | Ghoutia Karchouni | 1    |
|      | Carmen Pulver     | 1    |
|      | Sandie Toletti    | 1    |

Torschützenkönigin des Gesamtwettbewerbs wurde die Schwedin Marija Banušić mit 11 Toren aus der Qualifikation.